# Heterospathe trispatha
Heterospathe trispatha är en enhjärtbladig växtart som beskrevs av Edwino S. Fernando. Heterospathe trispatha ingår i släktet Heterospathe och familjen Arecaceae. Inga underarter finns listade i Catalogue of Life.